# Georges Johin
Georges Édouard Johin, né le 30 juillet 1877 à Paris 7e et mort le 6 décembre 1955 à Tessancourt-sur-Aubette, est un joueur français de croquet. 
Il participe aux épreuves de croquet aux Jeux olympiques d'été de 1900 à Paris. Il remporte la médaille d'argent en simple, une balle et la médaille d'or en double avec Gaston Aumoitte, dont il est le cousin.